# Darrell Griffith
Darrell Steven Griffith, también conocido como Dr. Dunkenstein (Louisville, Kentucky, 16 de junio de 1958), es un exjugador de baloncesto de la NBA que disputó diez temporadas en la NBA, todas ellas en los Utah Jazz. Con 1,93 metros de altura, jugaba en la posición de base.

## Trayectoria deportiva

### Universidad
Jugó durante cuatro temporadas con los Cardinals de la Universidad de Louisville, en las que promedió 18,5 puntos y 4,6 rebotes por partido. Llevó a los Cardinals al campeonato de la NCAA en 1980 anotando 23 puntos en la victoria por 59-54 de su equipo ante UCLA.

### Profesional
Fue elegido en la segunda posición del 1980 por Utah Jazz, donde en su primera temporada promedió 20,6 puntos y 3,6 rebotes por partido, siendo elegido rookie del año por la NBA.
En las siguientes cuatro temporadas, formó en el backcourt con Adrian Dantley, convirtiéndose en uno de los mejores dúos anotadores de la liga. Con el apoyo defensivo del gran Mark Eaton y la dirección del base Rickey Green, los Jazz mejoraron ostensiblemente, logrando el título de la División Medio Oeste en la temporada 1983-84 y clasificándose para los playoffs por primera vez en su historia. Griffith aportó 20,0 puntos y 4,1 rebotes por partido ese año. Lideró la liga en porcentaje de acierto en triples, y estableció una mejor marca de lanzamientos de 3 anotados, con 91. El comentarista deportivo, el exjugador Hot Rod Hundley, comenzó a utilizar un nuevo apodo:"The Golden Griff".
Al año siguiente jugó la mejor temporada de su carrera. Promedió 22,6 puntos por partido, y rompió su propio récord de triples anotados con 92. Durante la temporada regular, sobrepasó a Joe Hassett como líder de más triples anotados en toda una carrera.
Pero el juego en los Jazz cambió rotundamente con la llegada al equipo de la pareja Karl Malone y John Stockton. Dantley fue traspasado y Griffith comenzó su particular calvario con las lesiones. Se perdió entera la temporada 1985-86 por una fractura en su pie, y a su regreso había perdido la condición de titular en favor de Bob Hansen. Jugó cuatro temporadas más, ya como suplente, hasta retirarse en 1991.
Su dorsal 35 fue retirado el 4 de diciembre de 1993.

## Estadísticas de su carrera en la NBA
|  | Líder de la liga |

### Temporada regular
| Año     | Equipo | PJ  | PT  | MPP  | %TC  | %3P  | %TL  | RPP | APP | ROB | TPP | PPP  |
| ------- | ------ | --- | --- | ---- | ---- | ---- | ---- | --- | --- | --- | --- | ---- |
| 1980-81 | Utah   | 81  | —   | 35.4 | .464 | .192 | .716 | 3.6 | 2.4 | 1.3 | .5  | 20.6 |
| 1981-82 | Utah   | 80  | 79  | 32.5 | .482 | .288 | .697 | 3.8 | 2.3 | 1.2 | .4  | 19.8 |
| 1982-83 | Utah   | 77  | 76  | 36.2 | .484 | .288 | .679 | 3.9 | 3.5 | 1.8 | .4  | 22.2 |
| 1983-84 | Utah   | 82  | 82  | 32.3 | .490 | .361 | .696 | 4.1 | 3.5 | 1.4 | .3  | 20.0 |
| 1984-85 | Utah   | 78  | 78  | 35.6 | .457 | .358 | .725 | 4.4 | 3.1 | 1.7 | .4  | 22.6 |
| 1986-87 | Utah   | 76  | 10  | 24.3 | .446 | .335 | .703 | 3.0 | 1.7 | 1.3 | .4  | 15.0 |
| 1987-88 | Utah   | 52  | 11  | 20.2 | .429 | .275 | .641 | 2.4 | 1.8 | 1.0 | .1  | 11.3 |
| 1988-89 | Utah   | 82  | 73  | 29.0 | .446 | .311 | .780 | 4.0 | 1.6 | 1.0 | .3  | 13.8 |
| 1989-90 | Utah   | 82  | 1   | 17.6 | .464 | .372 | .654 | 2.0 | .8  | .8  | .2  | 8.9  |
| 1990-91 | Utah   | 75  | 2   | 13.4 | .391 | .348 | .756 | 1.2 | .5  | .6  | .1  | 5.7  |
| Total   | Total  | 765 | 412 | 28.0 | .463 | .332 | .707 | 3.3 | 2.1 | 1.2 | .3  | 16.2 |

### Playoffs
| Año   | Equipo | PJ | PT | MPP  | %TC  | %3P  | %TL  | RPP | APP | ROB | TPP | PPP  |
| ----- | ------ | -- | -- | ---- | ---- | ---- | ---- | --- | --- | --- | --- | ---- |
| 1984  | Utah   | 11 | —  | 37.9 | .443 | .356 | .688 | 5.9 | 3.7 | 1.7 | .2  | 19.2 |
| 1985  | Utah   | 10 | 10 | 34.0 | .456 | .361 | .720 | 2.9 | 2.5 | 1.2 | .5  | 17.5 |
| 1987  | Utah   | 5  | 0  | 20.8 | .369 | .400 | .737 | 2.4 | 1.6 | 1.2 | .4  | 13.6 |
| 1989  | Utah   | 3  | 0  | 23.7 | .408 | .316 | —    | 4.0 | .0  | 1.3 | .3  | 15.3 |
| 1990  | Utah   | 5  | 0  | 19.4 | .452 | .556 | .800 | 4.2 | .6  | 1.2 | .2  | 9.4  |
| 1991  | Utah   | 3  | 0  | 3.0  | .714 | —    | —    | .7  | .0  | .0  | .0  | 3.3  |
| Total | Total  | 37 | 10 | 28.1 | .438 | .371 | .711 | 3.8 | 2.1 | 1.3 | .3  | 15.1 |